# Oxyopes akakensis
Oxyopes akakensis är en spindelart som beskrevs av Embrik Strand 1906. Oxyopes akakensis ingår i släktet Oxyopes och familjen lospindlar. Inga underarter finns listade i Catalogue of Life.